# Швець Ростислав Олександрович
Швець Ростислав Олександрович (псевдо: «Док»; англ. Shvets Rostyslav Oleksandrovych; 13 грудня 1989 — 12 вересня 2023) — український військовослужбовець Збройних Сил України, молодший лейтенант, начальник медичної служби 22-ї окремої механізованої бригади. Загинув внаслідок російського обстрілу позицій ударними БПЛА типу «Shahed» на Донецькому напрямку поблизу Кліщіївки.

Після переїзду родини у 2001 році до міста Одеси вступив до Одеської загальноосвітньої школи № 62 (нині — Одеський ліцей № 62 Одеської міської ради), де навчався з 5 по 11 клас. Випуск — 2007; класний керівник — Жаркова Олена Іванівна, учителька математики. Зі слів заступниці директора Наталії Степанівни Арабаджи, Ростислав «повсякчас проявляв себе людиною винятково товариською, завжди прагнув бути в центрі уваги». Мав багато друзів, а у спогадах учителів звучить і словосполучення «душа компанії». Це підтверджують і світлини з випускного альбому.

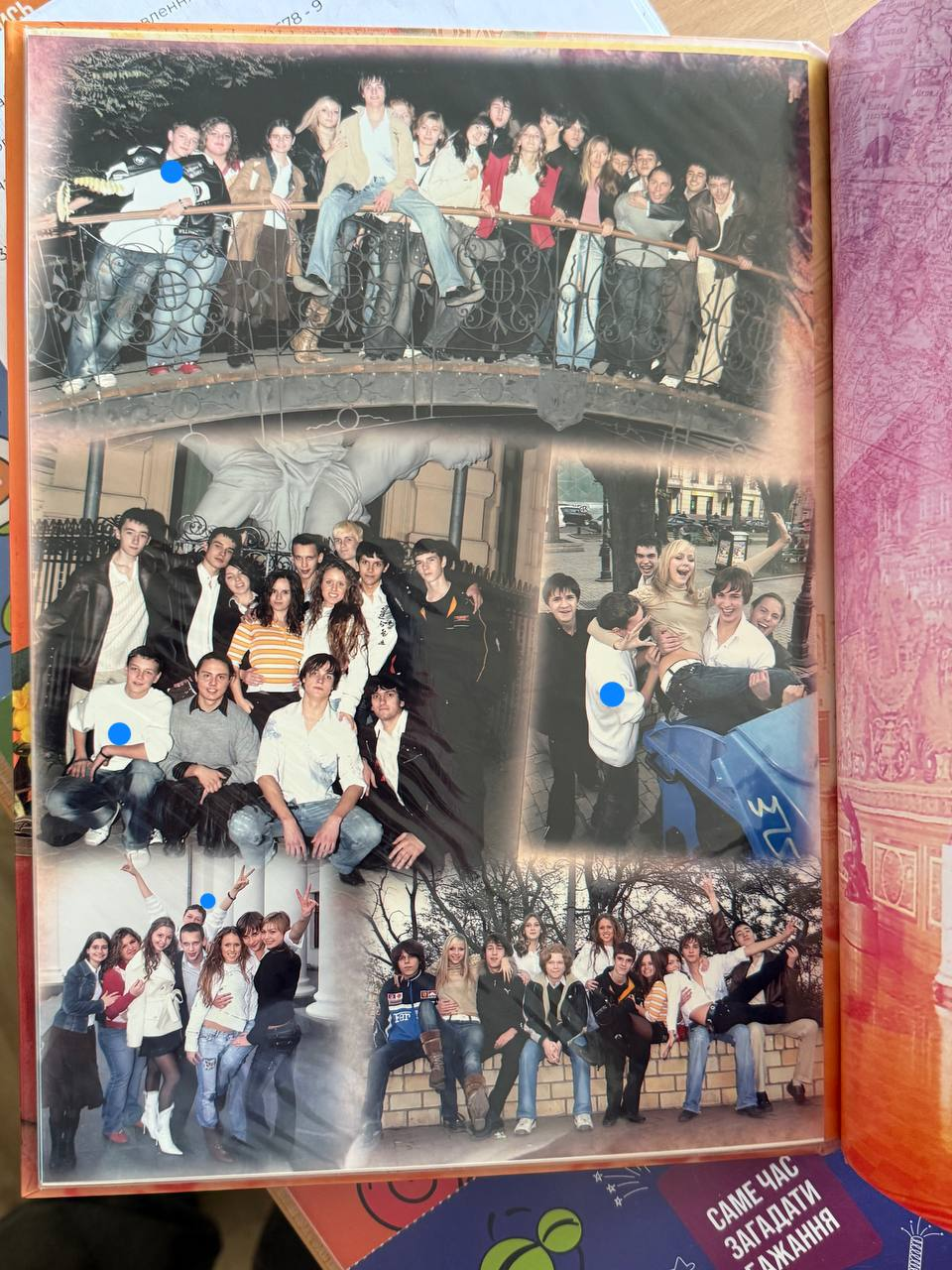
Сторінка з випускного альбому, 2007 рік

Після закінчення ліцею навчався в Одеському національному медичному університеті (ОНМедУ) за спеціальністю «Медицина».
У Ростислава залишилися дружина та донька.

## РОСІЙСЬКО-УКРАЇНСЬКА ВІЙНА

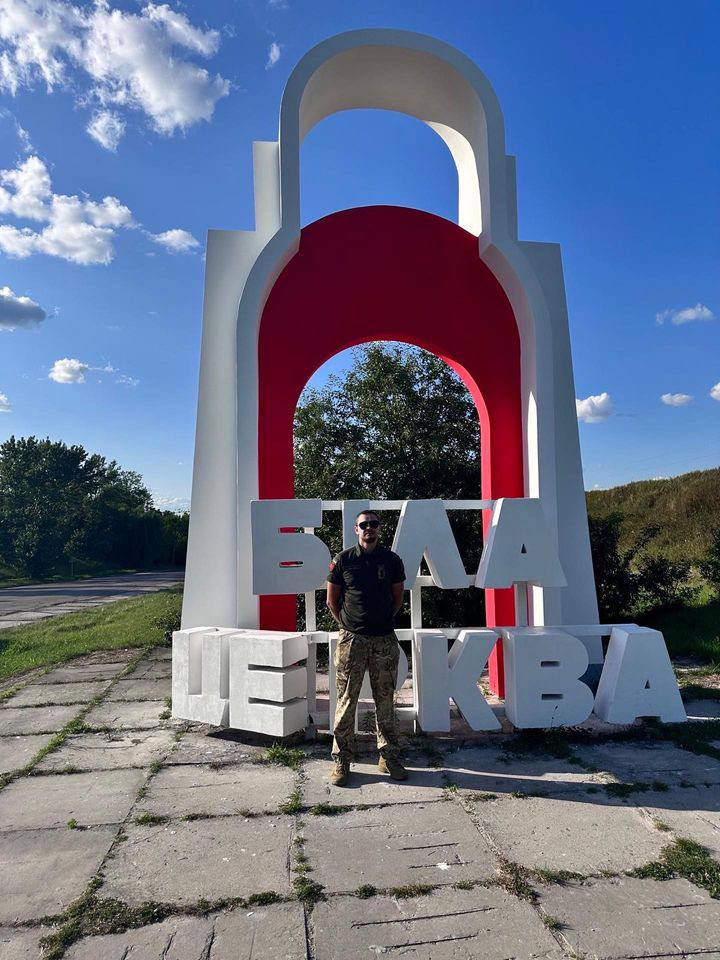
Швець Ростислав під Білою Церквою

З початком повномасштабного вторгнення Росії в Україну Ростислав Швець разом із батьком, військовослужбовцем за фахом, виконуючи свій конституційний обов’язок, вступили до лав Збройних Сил України. Завдяки вищій медичній освіті Ростислава було направлено до 22-ї окремої механізованої бригади. За час служби він здійснив 111 евакуацій поранених бійців із поля бою.
За вагомий внесок у боротьбу за незалежність України був нагороджений: 
- медаль «Незламним героям»;
- медаль «Ветеран війни»;
- відзнакою Головнокомандувача ЗСУ — «Золотий хрест».

12 вересня 2023 року Ростислав загинув унаслідок російського обстрілу військових позицій ударними БПЛА типу «Shahed» поблизу Кліщіївки на Донеччині. Урочиста церемонія прощання відбулася 18 вересня 2023 року в Одесі на ґанку Будинку офіцерів Південного оперативного командування. 

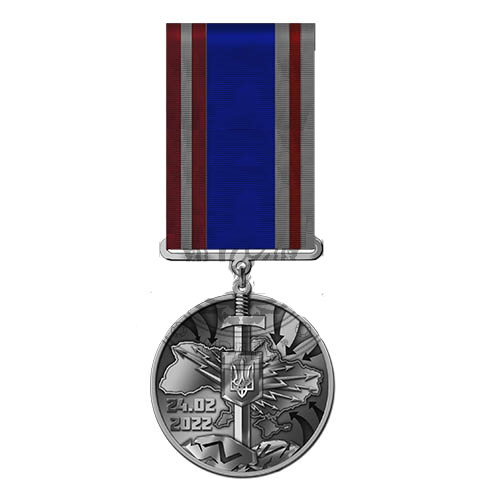
Медаль «Незламним героям»
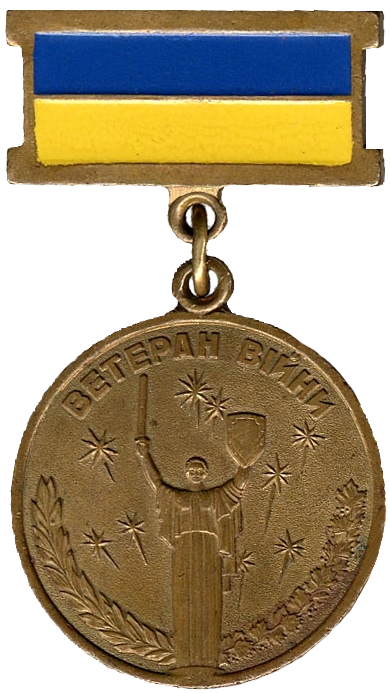
Нагрудний знак «Ветеран війни»
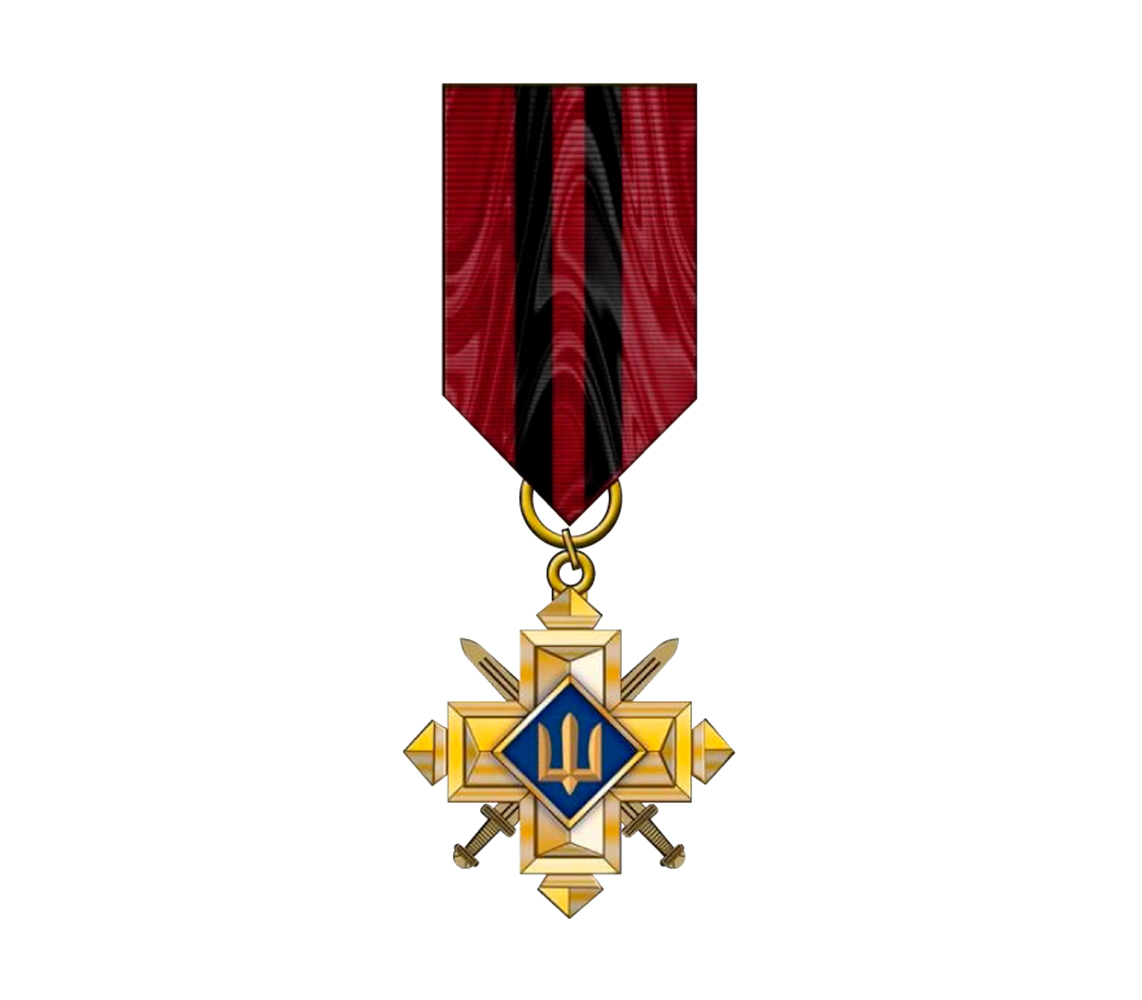
Нагрудний знак «Золотий Хрест»

## ВШАНУВАННЯ ПАМ'ЯТІ
Вшанування пам’яті Ростислава Швеця відбувається на різних рівнях:
- міському — встановлено інформативний стенд на Алеї Героїв у Парку імені Тараса Шевченка в Одесі;
- ліцейному — створено стенд “Слава Україні! Героям слава!” та реалізовано проєкт «Вікіпедія як простір пам’яті: вшанування загиблих випускників-одеситів у російсько-українській війні».Стенд "Слава Україні! Героям слава!"Алея Героїв, парк імені Т. Шевченка

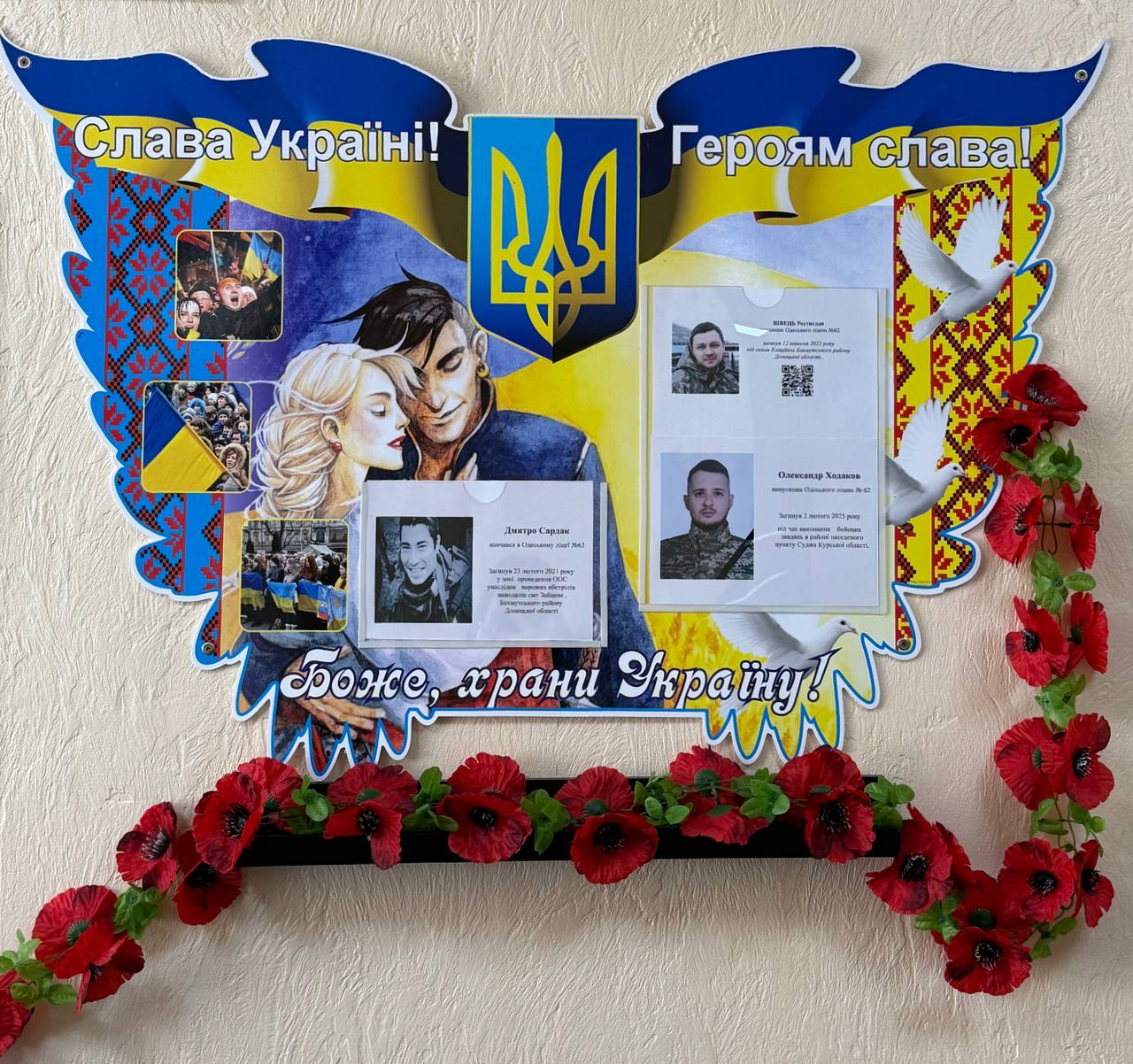
Стенд "Слава Україні! Героям слава!"

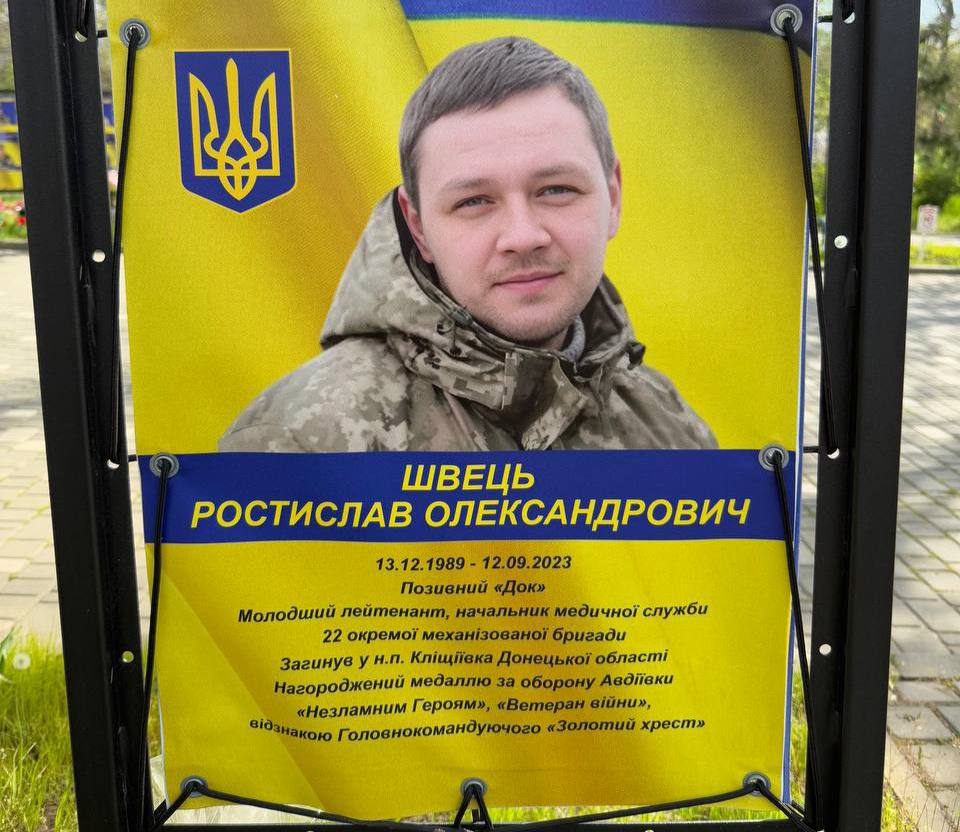
Алея Героїв, парк імені Т. Шевченка

## ПРИМІТКИ
1. ↑  Навчаємось разом (23 вересня 2023). Вічна слава і пам'ять!. Процитовано 11 травня 2025 — через YouTube.
2. ↑  Телерадіостудія МО України Бриз (18 вересня 2023). Одеса прощається... Процитовано 11 травня 2025 — через YouTube.